# Гура-Веїй (Яломіца)
Гура-Веїй (рум. Gura Văii) — село у повіті Яломіца в Румунії. Входить до складу комуни Судіць.
Село розташоване на відстані 117 км на схід від Бухареста, 16 км на схід від Слобозії, 95 км на північний захід від Констанци, 101 км на південь від Галаца.

## Населення
За даними перепису населення 2002 року у селі проживали 335 осіб, усі — румуни. Усі жителі села рідною мовою назвали румунську.